# بيل بريندلي
بيل بريندلي (بالإنجليزية: Bill Brindley)‏ هو لاعب كرة قدم أمريكي في مركز الهجوم، ولد في 25 ديسمبر 1982 في أوكلاهوما سيتي في الولايات المتحدة. لعب مع بيتسبورغ ريفرهوندز.